# Skúli Þórsteinsson
Skúli Þórsteinsson (transliterado Skuli Torsteinsson) foi um poeta e guerreiro islandês do século XI. Ele era o neto de Egil Skallagrimsson e membro da corte do Jarl Érico Hakonarson.
Na Saga de Olaf Tryggvason (Óláfs saga Tryggvasonar; ca. 1300) de Oddr Snorrason, Skuli é mencionado como uma das últimas pessoas a ver Olavo I da Noruega (Olav Tryggvason), durante a Batalha de Svolder.